# Zhaire Smith
Zhaire Jahi-ihme Smith (Garland, 4 giugno 1999) è un cestista statunitense.

## Carriera
È stato selezionato dai Phoenix Suns al primo giro del Draft NBA 2018 (16ª scelta assoluta) venendo però immediatamente ceduto ai Philadelphia 76ers (insieme a una scelta futura al draft) in cambio di Mikal Bridges. Il 6 agosto dello stesso anno, durante un camp estivo, si è fratturato il quinto metatarso del piede sinistro ed è costretto ad un'operazione chirurgica. A settembre si è inoltre dovuto sottoporre ad una toracoscopia a causa di una reazione allergica, la quale lo ha fatto dimagrire significativamente e lo ha fortemente indebolito per alcune settimane. Questi due interventi hanno fatto sì che il suo debutto in NBA avvenisse solo il 25 marzo 2019, in una sconfitta per 119-98 contro gli Orlando Magic nella quale ha segnato tre punti in cinque minuti. In quella stagione ha collezionato 6 presenze in NBA (più 2 valide per i play-off) e 11 nella lega di sviluppo G League.
L'anno seguente lo ha iniziato anch'esso in G League (28 presenze totali), tuttavia nel frattempo ha anche giocato 5 partite in NBA tra il gennaio e il febbraio 2020, seppur con minutaggi che nella singola gara non hanno superato i 10 minuti. Esse sono state le ultime partite in NBA della sua carriera.
Il 23 novembre 2020 infatti è stato girato dai 76ers ai Detroit Pistons in cambio di Tony Bradley, venendo tagliato una settimana più tardi prima ancora di debuttare. Il 15 dicembre 2020 è stato firmato dai Memphis Grizzlies, ma in questo caso il taglio è arrivato il giorno seguente. Nel 2021 è stato incluso nel roster dei Memphis Hustle di G League, ma non ha mai giocato alcuna partita per la squadra.